# ホソスジマングース
ホソスジマングース（Mungotictis decemlineata）は、マダガスカルマングース科ホソスジマングース属に分類される食肉類。本種のみでホソスジマングース属を構成する。

## 分布
- M. d. decemlineata

マダガスカル西部固有亜種
- M. d. lineata

マダガスカル南西部固有亜種

## 形態
体長25-35センチメートル。尾長20-27センチメートル。体重0.6-0.9キログラム。全身は体毛で密に被われるが、尾では房状に伸長する。足裏には体毛が無く、皮膚が裸出する。背面や体側面には白い体毛が混ざる。後頭部から尾の基部、大腿部に褐色の細い8-12本の縦縞が入る。
耳介は丸みを帯びる。指趾の間には部分的に水かきがあり、指趾には長い爪が生える。頬や頸部側面、肛門の周辺（肛門腺）や生殖器の周辺（会陰腺）に臭腺がある。
出産直後の幼獣は体長12-13センチメートル。また出産直後でも眼が開いている。乳頭は鼠蹊部にあり、数は2個。
- M. d. decemlineata

背面や尾の毛衣は淡褐色。縦縞は赤褐色で8-10本。
- M. d. lineata

背面の毛衣は灰褐色で、腹面や尾の毛衣は灰白色。縦縞は褐色で8本。

## 分類
- Mungotictis decemlineata　(Grandidier, 1867)
- Mungotictis lineata　Pocock, 1915

## 生態
バオバブからなるサバンナ（基亜種）、ディディエレア科やトウダイグサ科からなる低木林（亜種M. d. lineata）などに生息する。地表でも樹上でも活動するが、11-翌4月（雨季）は樹上で活動する事が多い。昼行性で、夜間になると5-10月（乾季）は地面に掘った穴、雨期は樹洞などで休む。乾季は単独やペア、3-4頭の小規模な群れ、雨季はペアと幼獣からなる6-10頭の群れを形成して生活する。
食性は動物食で、昆虫、陸棲の貝類、ミミズ、鳥類の卵、小型哺乳類などを食べる。乾季は主に朽木の中にいる昆虫を食べる。卵や貝類のような固い殻で覆われた獲物は、横になって四肢で投げ飛ばし殻を割ってから食べる。複数個体が協力して小型哺乳類を捕らえる事もある。
繁殖形態は胎生。12-翌4月（主に2-3月）に交尾を行う。妊娠期間は90-105日。2-7月に1回に1頭の幼獣を産む。授乳期間は2か月。生後2年で性成熟する。

## 人間との関係
開発による生息地の破壊などにより生息数は減少している。